# Valsecca
Valsecca är en ort och frazione i kommunen Sant'Omobono Terme i provinsen Bergamo i regionen Lombardiet i Italien. 
Valsecca upphörde som kommun den 4 februari 2014 och uppgick i Sant'Omobono Terme. Den tidigare kommunen hade 436 invånare (2013).